# St. Methodius Peak
St. Methodius Peak är en bergstopp i Antarktis. Den ligger i Sydshetlandsöarna. Argentina, Chile och Storbritannien gör anspråk på området. Toppen på St. Methodius Peak är 703 meter över havet.
Terrängen runt St. Methodius Peak är kuperad åt sydväst, men åt nordost är den bergig. Havet är nära St. Methodius Peak åt sydost. Trakten är glest befolkad. Närmaste befolkade plats är St. Kliment Ohridski Base, 10,5 kilometer nordväst om St. Methodius Peak. 